# Dark Days (álbum de Coal Chamber)
| Críticas profissionais | Críticas profissionais |
| Avaliações da crítica  | Avaliações da crítica  |
| Fonte                  | Avaliação              |
| ---------------------- | ---------------------- |
| Allmusic               | [ 1 ]                  |

Dark Days é o terceiro álbum de estúdio da banda Coal Chamber, lançado a 7 de Maio de 2002.

## Faixas
Todas as músicas por Mikey Cox, Dez Fafara, Rayna Foss  e Miguel Rascón.
1. "Fiend" – 3:01
2. "Glow" – 3:12
3. "Watershed" – 2:37
4. "Something Told Me" – 3:24
5. "Dark Days" – 3:40
6. "Alienate Me" – 3:18
7. "One Step" – 2:39
8. "Friend?" – 3:34
9. "Rowboat" – 4:49
10. "Drove" – 3:13
11. "Empty Jar" – 3:53
12. "Beckoned" – 4:03